# كاريمان حمزة
كاريمان حمزة (8 فبراير 1942 - 31 ديسمبر 2023) إعلامية ومقدمة برامج مصرية، عملت في البرامج الدينية بالتليفزيون منذ عام 1970 وحتى 1999. والدها هو الدكتور عبد اللطيف حمزة أستاذ الصحافة بكلية الإعلام. وهي أول مذيعة محجبة في التلفزيون المصري.

## سيرتها
بدأت عملها بتقديم برنامج للأطفال بعنوان «قرآن ربي»، قدمت أكثر من 1500 حلقة تلفزيونية على مدار تاريخها الطويل مع مختلف علماء الدين الإسلامي ومنهم الشيخ يوسف القرضاوي والشيخ محمد الغزالي والشيخ محمد متولي الشعراوي، فضلا عن تأليفها لكتب عديدة منها: لله يا زمري، نيجار والغابة، سيد الخلق. كما قدمت العديد من البرامج مثل: الرضا والنور، بالحق أنزلناه وبالحق نزل، كلمة طيبة.
كتبت كاريمان حمزة موسوعة «أناقة وحشمة» التي تعرض بعض ملابس المحجبات الأنيقة فأعطت الصورة المطلوبة لزي المحجبات، عملت في قناة اقرأ التلفزيونية وقدمت تفسيرًا للقرآن للشباب تحت عنوان «الواضح في تفسير القرآن للشبيبة».